# Ronco Scrivia
Ronco Scrivia est une commune italienne de la ville métropolitaine de Gênes dans la région Ligurie en Italie.

## Administration
| Période                                  | Période  | Identité          | Étiquette     | Qualité |
| ---------------------------------------- | -------- | ----------------- | ------------- | ------- |
| 05/04/2005                               | En cours | Simone Franceschi | Centre-Gauche |         |
| Les données manquantes sont à compléter. |          |                   |               |         |

### Hameaux
Borgo Fornari, Panigasse, Banchetta, Pietrafraccia

### Communes limitrophes
Busalla, Fraconalto, Isola del Cantone, Voltaggio